# Rodzina to grunt
Rodzina to grunt (ang. What’s Cooking?) – amerykańsko-brytyjski komediodramat z 2000 roku w reżyserii Gurinder Chadhy.
Film miał swoją światową premierę w styczniu 2000 na Sundance Film Festival, trafił do kin 17 listopada 2000, a wydano go po raz pierwszy na DVD w kwietniu 2001. Obraz otrzymał mieszane recenzje.

## Fabuła
Akcja filmu przypada na Dzień Dziękczynienia i rozgrywa się w dzielnicy Fairfax w Los Angeles. Cztery odmienne kulturowo rodziny – żydowska, latynoska, afroamerykańska i wietnamska – szukują się do uroczystego posiłku. Każda z rodzin przygotowuje obiad według własnych tradycji, jednocześnie zmagając się z różnymi problemami.
Rachel przyjeżdża do rodzinnego domu wraz ze swą dziewczyną, Carlą. Jej rodzice, Ruth i Herb, jednak wciąż nie mogą w pełni zaakceptować lesbijskiego związku ich córki. Na obiedzie pojawia się również jej brat Art i jego żona Sarah ze swoim bratem Jerrym, a także wujostwo Rachel, starsza żydowska para o bardzo konserwatywnych poglądach, Bea i David. Podczas posiłku Bea nieustannie zadaje Rachel dociekliwe pytania na temat jej życia prywatnego, nie zdając sobie sprawy, że Carla jest jej partnerką. Rodzice Rachel starają się zmienić temat, zażenowani tym, że orientacja seksualna córki mogłaby wyjść na jaw. W końcu dziewczyna ogłasza, że jest w ciąży i że dawcą nasienia jest Jerry, który jest gejem. Informacja szokuje nieświadomych gości, ale rodzice Rachel w końcu akceptują związek swojej córki.
Lizzy jest w separacji z mężem Javierem, który zdradził ją z jej własną kuzynką. Jej syn, Tony, zaprasza Javiera na świąteczny posiłek po to by ojciec nie spędzał Dnia Dziękczynienia samotnie, czemu przeciwna jest Lizzy, która z kolei na obiad zaprosiła swojego obecnego partnera, Daniela. Tymczasem jej córka, Gina, zaprasza na tę okazję swojego chłopaka o wietnamskich korzeniach, Jimmy’ego. Podczas wizyty Jimmy zmaga się z uprzedzeniami rasowymi ze strony niektórych członków rodziny Giny, jednak znosi je z przymrużeniem oka. Atmosfera przy stole psuje się gdy w końcu zjawia się Daniel, a Javier zaczyna rzucać nieprzyjemne uwagi pod jego adresem. Mężczyzna prosi Lizzy o drugą szansę, jednak kiedy ta odmawia, w gniewie opuszcza jej dom.
Ronald pracuje dla białego, prawicowego gubernatora Kalifornii, ku niezadowoleniu swojego syna Michaela, który ma bardziej progresywne poglądy i jest dumny ze swojego „czarnego” pochodzenia. Tuż przed Dniem Dziękczynienia Michael i jego znajomi w ramach protestu publicznie wylewają na gubernatora farbę. Dzięki wpływom Ronalda udaje im się jednak uniknąć odpowiedzialności karnej. Żona Ronalda, Audrey, wraz z ich córką odbiera z lotniska jego matkę, Grace. Na świąteczny obiad został zaproszony także jego biały kolega z pracy, James, ze swoją drugą żoną oraz córką z pierwszego małżeństwa. Audrey i Grace mają sprzeczne opinie co do sposobu przygotowania jedzenia. Michael niespodziewanie pojawia się na przyjęciu, które zamienia się w kłótnię po tym jak wychodzi na jaw, że porzucił on college i stał za atakiem na gubernatora, a Ronald ma romans z koleżanką z pracy. Audrey załamuje się, Paul z rodziną opuszcza dom, a Ronald ostatecznie godzi się z synem.
Trinh i Duc zmagają się z różnymi rodzinnymi problemami. Ich syn Jimmy kłamie, że nie może spędzić Dnia Dziękczynienia z nimi z powodu obowiązków szkolnych, gdy tak naprawdę przebywa on w domu swojej dziewczyny Giny po przeciwnej stronie ulicy. W kieszeni płaszcza ich córki Jenny znaleziona zostaje prezerwatywa, co spotyka się z ich oburzeniem. Ich młodszy syn Gary zostaje zawieszony w szkole z powodu złego zachowania, a następnie Jenny znajduje pod jego łóżkiem pistolet. Gary wypiera się, tłumacząc, że broń należy do jego kolegi, jednak podczas obiadu Jenny wyjawia to wszystkim. Rodzina zaczyna się kłócić, nie zauważając, że najmłodszy syn bawi się pistoletem i nieumyślnie strzela w okna. Huk słyszą pozostałe trzy rodziny i część osób wybiega na ulicę. Na jaw wychodzi to, że Jimmy ukrywa się w domu sąsiadów i chłopak ostatecznie zaprasza swoją dziewczynę na obiad do rodzinnego domu.

## Obsada
- Kyra Sedgwick jako Rachel Seelig
- Lainie Kazan jako Ruth „Ruthie” Seelig
- Maury Chaykin jako Herb „Herbie” Seelig
- Julianna Margulies jako Carla
- Estelle Harris jako Bea
- Ralph Manza jako David
- Albie Selznick jako Art
- Suzanne Carney jako Sarah
- Andrew Heckler jako Jerry
- Mercedes Ruehl jako Elizabeth Avila
- Victor Rivers jako Javier Avila
- Douglas Spain jako Tony Avila
- Isidra Vega jako Gina Avila
- Elena Lopez jako babcia Avila
- A Martinez jako Daniel
- Alfre Woodard jako Audrey Williams
- Dennis Haysbert jako Ronald Williams
- Ann Weldon jako Grace
- Eric George jako Michael Williams
- Gregory Itzin jako James Moore
- Shareen Mitchell jako Paula Moore
- Mariam Parris jako Monica Moore
- Joan Chen jako Trinh Nguyen
- François Chau jako Duc Nguyen
- Will Yun Lee jako Jimmy Nguyen
- Kristy Wu jako Jenny Nguyen
- Jimmy Pham jako Gary Nguyen
- Brennan Louie jako Joey Nguyen
- Chao-Li Chi jako dziadek Nguyen
- Kieu Chinh jako babcia Nguyen